# Вагарш I
Вага́рш I (арм. Վաղարշ Ա , также Вагарша́к арм. Վաղարշակ) — царь Великой Армении (117—138/140) из династии Аршакидов. Возглавив летом 116 года восстание армян против римских захватчиков, восстановил независимость Армении и при поддержке парфянского царя Хосроя был объявлен царём. После смерти императора Траяна в 117 году римские войска полностью покинули Армению, а новый император Адриан признал Вагарша царем.
При Вагарше Армения переживала эпоху мира и строительства. Согласно историку Мовсесу Хоренаци, Вагарш перестроил город Вардкесаван и переименовал его в свою честь — Вагаршапат — «город Вагарша» (также известен как Эчмиадзин). В II—IV веках город был столицей Великой Армении. Согласно тому же историку им был основал город Вагаршаван в гаваре Басен провинции Айрарат.
Был низложен римским императором Антонином Пием, при поддержке которого на армянский трон вступил Сохемос.

## Источник
- Армянская Советская Энциклопедия. Том 11, стр. 251, статья: Вагарш I (арм.)